# Phyllanthus kerstingii
Phyllanthus kerstingii är en emblikaväxtart som beskrevs av Jean F.Brunel. Phyllanthus kerstingii ingår i släktet Phyllanthus och familjen emblikaväxter. Inga underarter finns listade i Catalogue of Life.